# Coloana a cincea
Coloana a cincea (spaniolă Quinta columna, alternativ, Coloana a 5-a) este denumirea dată agenturii secrete a generalului Franco, care activa în Republica Spaniolă în perioada războiului civil spaniol (1936 - 1939).
În prezent, sub acest termen, se subînțelege, în sens general, orice tip de agenți secreți ai dușmanului (spioni, teroriști, „cozi de topor”, diversioniști, provocatori, agenți de influență, șamd).

## Etimologie
Noțiunea origiară de „Coloana a 5-a” aparține generalului spaniol Emilio Mola Vidal, care conducea armata naționalistă în perioada războiului civil spaniol. Înaintând spre Madrid, el a transmis prin radio un comunicat către populația capitalei Spaniei, în care a anunțat că pe lânga cele patru coloane militare pe care le are la dispoziție, mai exista una chiar în Madrid, care la momentul decisiv va ataca din spate. Coloana a 5-a crea panică, operând sabotaje, diversiuni și spionaj.

## Al doilea război mondial
Atât până la cât și în timpul celui de al Doilea Război Mondial (1939 - 1945), "coloana a 5-a" se numea agentura nazistă din diferite țări. "Coloana a 5-a" a influențat ocuparea Italiei de către Napoleon și ocupația rapidă a Franței, Bielorusiei și Ucrainei de către Germania nazistă. 